# Кови (кинорежиссёр)
Иштван Ковач (р. 24 января 1957 года, Будапешт) — венгерский фотограф, кинопродюсер, порнорежиссёр и бизнесмен, более известный как Кови. 

## Биография
Родился в интеллигентной семье, отец был профессором в университете. Иштван с детства отличался озорным характером, очень быстро стал интересоваться девочками. В семье хотели чтобы сын стал доктором или инженером, но в итоге он стал фотожурналистом. Он одержал победу в фотоконкурсе, занимался фотографированием на заказ. Проходя службу в погранвойсках он продолжал заниматься фотографированием.  
Позднее он взял себе псевдоним Кови. Он перестал заниматься фотографией и стал снимать порнофильмы. Он снял в общей сложности 150 порнофильмов. В 2007 году был удостоен премии AVN Award за кинотрилогию «Порновойны» — этот кинопроект стал одним из самых масштабных в истории студии Private. Всего у Кови 28 различных кинопремий за его порнофильмы.
Его карьера в качестве порнорежиссёра продлилась 25 лет. Позднее он стал заниматься распространением экологически чистых продуктов питания. Он активно пропагандирует здоровый образ жизни, в том числе на своём личном примере — страдавший ожирением, он смог похудеть на 75 килограмм. Уже будучи пожилым человеком он написал книгу воспоминаний.
Кови женат с 1981 года, жена всегда одобряла его профессию. Детей у них нет.

## Избранная фильмография
Большинство из фильмов Антонио Адамо переводились на русский язык и демонстрировались в России.
- «Private Black Label 11: Virginia's Story» (2000)
- «Private Black Label 22: Интрига и удовольствие» (2001)
- «Private Black Label 20: Brides & Bitches» (2001)
- «Private Black Label 24: D.N.A.» (2002)
- «Сексуальные секреты папарацци» (2003)
- «Грязные танцы» (2006)
- «Порновойны» (2007)